# Uģis Žaļims
Uģis Žaļims, né le 19 février 1986 à Saldus, est un bobeur letton en tant que pilote.

## Palmarès

### Coupe du monde
- 5 podiums  : 
  - en bob à 2 : 2 deuxièmes places.
  - en bob à 4 : 1 victoire, 1 deuxième place et 1 troisième place.

#### Détails des victoires en Coupe du monde
| Édition   | Bob à 2 | Bob à 4      |
| 2010-2011 |         | Saint-Moritz |